# Ben Hecht
Ben Hecht (28 de febrero de 1894 - 18 de abril de 1964) fue un guionista, director de cine, productor, dramaturgo y novelista estadounidense. Llamado «el Shakespeare de Hollywood», fue acreditado en la pantalla, solo o en colaboración, por las historias o guiones de unas setenta películas. Como autor prolífico, escribió 35 libros y creó algunos de los guiones o piezas de teatro más exitosos de Estados Unidos. Según el historiador del cine Richard Corliss, fue «el» guionista de cine de Hollywood, alguien que «personificó al mismo Hollywood». El Dictionary of Literary Biography - American Screenwriters lo llama «uno de los guionistas  cinematográficos más exitosos en la historia del cine».
Fue el primer guionista que recibió un Premio Óscar al mejor argumento por la película La ley del hampa (Underworld) en 1927. Según la Biblioteca Newberry de Chicago, los guiones cinematográficos escritos por Hecht o en los que colaboró, que actualmente son considerados «clásicos», son «asombrosos». Esta lista incluye películas como Scarface (1932), The Front Page, Twentieth Century (1934), Barbary Coast (1935), La diligencia, Some Like It Hot, Lo que el viento se llevó, Gunga Din, Cumbres Borrascosas (1939), His Girl Friday (1940), Spellbound (1945), Notorious (1946), Monkey Business, Adiós a las armas (1957), Mutiny on the Bounty (1962) y Casino Royale (póstuma, en 1967). En 1940, una película que escribió, produjo y dirigió, Angels Over Broadway, fue nominada para mejor guion en los Premios de la Academia. En total, seis de sus películas han sido nominadas para Premios de la Academia, resultando dos de ellas ganadoras.
Se estima que muchos de los 70 a 90 guiones de cine que escribió lo fueron de forma anónima, debido al boicot británico contra su trabajo a fines de los años 1940 e inicios de los años 1950. El boicot fue una respuesta al apoyo activo de Hecht al movimiento sionista en Palestina, llegando a llamarse uno de los barcos de aprovisionamiento a Palestina en honor a él, S.S. Ben Hecht.

## Primeros años
Hecht nació en la ciudad de Nueva York, en una familia de inmigrantes rusos-judíos. El padre de Hecht, Joseph Hecht, fue un obrero textil cuya especialidad era cortar ropa en moldes. Él y su futura esposa, Sarah Swernofski, inmigraron al Lower East Side desde Minsk, en Bielorrusia, entonces parte del Imperio ruso. La lengua hablada dentro de la familia era el yídish. Los Hechts se casaron en 1892 y Ben nació el año siguiente.
La familia Hecht se trasladó a Racine, Wisconsin, donde Ben asistió a la escuela. En su adolescencia, Hecht pasó muchos veranos con un tío en Chicago. Desde la edad de diez años, Hecht fue considerado un niño prodigio, según parece de camino a realizar una carrera como violinista, pero dos años más tarde estaba actuando como un acróbata de circo.
Tras graduarse de la escuela secundaria en 1910, Hecht se mudó a Chicago, donde vivió con familiares y empezó una carrera en periodismo. A los 16 años, huyó para vivir permanentemente en Chicago y encontró trabajo como periodista, primero en el Chicago Journal y, luego, en el Chicago Daily News. Después de la Primera Guerra Mundial, Hecht fue enviado a Berlín como corresponsal del Chicago Daily News. Allí, en 1921, escribió su primera y más exitosa novela, Erik Dorn.
La película de 1969, Gaily, Gaily, dirigida por Norman Jewison y protagonizada por Beau Bridges como «Ben Harvey», estaba basada en sus primeros años trabajando como periodista en Chicago, siendo tomada de una porción de su autobiografía, A Child of the Century. La película estuvo nominada para tres Premios Óscar.

## Carrera como escritor

### Periodista
De 1918 a 1919, Hecht fue corresponsal de guerra en Berlín para el Chicago Daily News. Según Siegel, «además de ser periodista de guerra, empezó a ser conocido en los círculos literarios de Chicago».
En 1921, Hecht inauguró una columna en el Daily News denominada «Mil y una tardes en Chicago» (One Thousand and One Afternoons in Chicago). Mientras duró, la columna tuvo una enorme influencia. Su editor, Henry Justin Smith, sostuvo más tarde que representó un nuevo concepto en periodismo.
En el Chicago Daily News, Hecht divulgó en 1921 la historia del «Caso del asesino andrajoso» sobre el asesinato de la esposa de Carl Wanderer, que llevó al juicio y ejecución del héroe de guerra Carl Wanderer. En Chicago, Hecht conoció y trabó amistad con Maxwell Bodenheim, un poeta y novelista estadounidense que se hizo conocido como el rey de los bohemios de Greenwich Village, y de quien se convirtió en gran amigo.
Tras concluir «Las mil y una tardes», Hecht se dedicó a producir novelas, piezas de teatro, guiones y memorias, pero ninguna de estas eclipsó su éxito previo. Al recordar este período, Hecht escribió:
«Frecuentaba calles, prostíbulos, comisarías de policía, juzgados, teatros, cárceles, bares, barrios marginales, manicomios, incendios, asesinatos, tumultos, banquetes y librerías. Recorría todos los lugares de la ciudad como una mosca zumbando en el mecanismo de un reloj, probé más de lo que cualquier abdomen en forma podía sostener, aprendí a no dormir y me enfrasqué en un tictac de horas cuyos ecos todavía resuenan en mi interior.»

### Dramaturgo
En 1914, Hecht comenzó a escribir obras con una serie de piezas de un solo acto. Su primera pieza de duración completa fue El egotista, la cual fue producida en Nueva York en 1922. Mientras vivía en Chicago, Hecht conoció al experiodista Charles MacArthur, con quien se mudó a Nueva York para colaborar en su obra Primera plana. Esta fue ampliamente aclamada y tuvo una temporada en Broadway que contó con 281 presentaciones, iniciadas en agosto de 1928. En 1931, fue llevada al cine y resultó ser una película exitosa con tres nominaciones a los Premios Óscar.

### Novelista
Además de trabajar como periodista en Chicago, Hecht contribuyó a revistas literarias que incluyeron a Little Review. Tras la Primera Guerra Mundial, fue enviado por el Chicago Daily News a Berlín para reportar los movimientos revolucionarios que le brindaron material para su primera novela, Erik Dorn (1921). Asimismo, su posterior columna Mil y una tardes en Chicago fue recopilada en un libro que lo llevó a la fama. Así, estos libros realzaron su reputación en la escena literaria como periodista, columnista, escritor de historias cortas y novelista. Tras abandonar el Chicago Daily News en 1923, Hecht inició su propio periódico, el Chicago Literary Times.
Según el biógrafo Eddy Applegate,
«Hecht leía vorazmente las obras de Gautier, Adelaida, Mallarmé y Verlaine, y desarrolló un estilo que fue extraordinario e imaginativo. El uso de la metáfora, la imaginería y las frases vívidas hicieron a sus escritos distintos... una y otra vez Hecht mostró una gran habilidad para retratar el extraño revoltijo de eventos en golpes tan vívidos y conmovedores como las pinceladas de un novelista.»
Para el autor Sanford Sternlicht, Ben Hecht fue el enfant terrible de las letras estadounidenses en la primera mitad del siglo XX. Si Hecht se oponía a algo era a la censura en la literatura, el arte y el cine por cualquier gobierno o autoproclamados guardianes de la moral pública. Incluso si nunca asistió a la universidad, Hecht se convirtió en un novelista, dramaturgo, periodista y guionista de cine exitoso. Durante su vida, Hecht se convirtió en una de las figuras literarias y de la industria del entretenimiento estadounidense más famosas.
Finalmente, Hecht se asoció con los escritores Sherwood Anderson, Theodore Dreiser, Maxwell Bodenheim, Carl Sandburg y Pascal Covici. Conoció a Margaret Anderson y contribuyó con su Little Review, la revista del «renacimiento literario» de Chicago, y con Smart Set.

## Guiones
| - Casino Royale (no figura en los títulos de crédito) - Circus World - 7 Faces of Dr. Lao (no figura en los títulos de crédito) - Cleopatra (no figura en los títulos de crédito) - Billy Rose's Jumbo - Mutiny on the Bounty (no figura en los títulos de crédito) - Walk on the Wild Side (no figura en los títulos de crédito) - Alaska, tierra de oro (no figura en los títulos de crédito) - John Paul Jones (no figura en los títulos de crédito) - Balas de contrabando (The Gun Runners, 1958, no figura en los títulos de crédito) - Queen of Outer Space - Legend of the Lost - The Sun Also Rises - Adiós a las armas - Miracle in the Rain - The Iron Petticoat - Notre Dame de Paris (no figura en los títulos de crédito) - Trapecio (no figura en los títulos de crédito) - The Court-Martial of Billy Mitchell (no figura en los títulos de crédito) - The Indian Fighter - El hombre del brazo de oro (no figura en los títulos de crédito) - Guys and Dolls (no figura en los títulos de crédito) - Living It Up (basado en su obra Hazel Flagg) - Ulises - Light's Diamond Jubilee (para televisión) - Estación Termini (no figura en los títulos de crédito) - Angel Face (no figura en los títulos de crédito) - Hans Christian Andersen (no figura en los títulos de crédito) - Monkey Business - Actors and Sin (también dirección y producción) - The Wild Heart (no figura en los títulos de crédito) - The Thing from Another World (no figura en los títulos de crédito) - The Secret of Convict Lake (no figura en los títulos de crédito) - Strangers on a train (no figura en los títulos de crédito) - September Affair (no figura en los títulos de crédito) - Where the Sidewalk Ends - Edge of Doom (no figura en los títulos de crédito) - Perfect Strangers - Amor en conserva (no figura en los títulos de crédito) - The Inspector General (no figura en los títulos de crédito) - Whirlpool - Roseanna McCoy (no figura en los títulos de crédito) - Big Jack (no figura en los títulos de crédito) - Portrait of Jennie (no figura en los títulos de crédito) - Cry of the City (no figura en los títulos de crédito) - Rope (no figura en los títulos de crédito) - The Miracle of the Bells - Dishonored Lady (no figura en los títulos de crédito) - Her Husband's Affairs - The Paradine Case (no figura en los títulos de crédito) - Ride the Pink Horse - El beso de la muerte - Duelo al sol (no figura en los títulos de crédito) - Notorious - A Flag is Born - Specter of the Rose (también dirección y producción) - Gilda (no figura en los títulos de crédito) - Cornered (no figura en los títulos de crédito) - Spellbound - Watchtower Over Tomorrow - Lifeboat (no figura en los títulos de crédito) - The Outlaw (no figura en los títulos de crédito) - China Girl | - Journey into Fear (no figura en los títulos de crédito) - El cisne negro (1942) - Ten Gentlemen from West Point (no figura en los títulos de crédito) - Roxie Hart (no figura en los títulos de crédito) - Lydia - The Mad Doctor (no figura en los títulos de crédito) - Camarada X - Second Chorus (no figura en los títulos de crédito) - Angels Over Broadway (también dirección y producción) - Foreign Correspondent (escena final, no figura en los títulos de crédito) - El bazar de las sorpresas (no figura en los títulos de crédito) - His Girl Friday - I Take This Woman (no figura en los títulos de crédito) - Lo que el viento se llevó (no figura en los títulos de crédito) - Una tarde en el circo (no figura en los títulos de crédito) - Lady of the Tropics - It's a Wonderful World - Cumbres Borrascosas - Let Freedom Ring - La diligencia (no figura en los títulos de crédito) - Gunga Din - Ángeles con caras sucias (no figura en los títulos de crédito) - The Goldwyn Follies - Nothing Sacred - The Hurricane (1937) (no figura en los títulos de crédito) - The Prisoner of Zenda (no figura en los títulos de crédito) - Woman Chases Man (no figura en los títulos de crédito) - King of Gamblers (no figura en los títulos de crédito) - A Star Is Born (no figura en los títulos de crédito) - Soak the Rich (también dirección) - The Scoundrel (también dirección) - Spring Tonic - Barbary Coast - Once in a Blue Moon (también dirección) - The Florentine Dagger - The President Vanishes (no figura en los títulos de crédito) - Crime Without Passion (también dirección) - Shoot the Works - Twentieth Century (no figura en los títulos de crédito) - Upperworld - Viva Villa! - Riptide (no figura en los títulos de crédito) - La reina Cristina de Suecia (no figura en los títulos de crédito) - Design for Living - Turn Back the Clock - Topaze - Hallelujah, I'm a Bum - Back Street (no figura en los títulos de crédito) - Rasputín y la zarina (no figura en los títulos de crédito) - Million Dollar Legs (no figura en los títulos de crédito) - Scarface - The Beast of the City (no figura en los títulos de crédito) - The Unholy Garden - The Sin of Madelon Claudet (no figura en los títulos de crédito) - Pistoleros de agua dulce (no figura en los títulos de crédito) - Homicide Squad (no figura en los títulos de crédito) - Quick Millions (no figura en los títulos de crédito) - Le Spectre vert - Roadhouse Nights - Street of Chance (no figura en los títulos de crédito) - The Unholy Night - The Great Gabbo - The Big Noise - American Beauty (no figura en los títulos de crédito) - Underworld - The New Klondike (no figura en los títulos de crédito) |

## Libros
- 1001 Afternoons in Chicago, McGee/Covici (1922); University of Chicago Press, 296 pp. (2009), ISBN 978-0-226-32274-2.
- Fantazius Mallare, a Mysterious Oath, Pascal Covici, 174 pp. (1922)
- The Florentine Dagger: A Novel for Amateur Detectives, con ilustraciones de Wallace Smith, Boni & Liveright, 256 pp. (1923)
- Kingdom of Evil, Pascal Covici, 211 pp. (1924)
- Broken Necks { Containing More 1001 Afternoons }, Pascal Covici, 344 pp. (1926)
- Count Bruga, Boni & Liveright, 319 pp. (1926)
- The Champion From Far Away (1931)
- Actor's Blood (1936)
- The Book of Miracles, Viking Press, 465 pp. (1939)
- A Guide for the Bedevilled, Charles Scribner's Sons, 276 pp. (1944); Milah Press Incorporated, 216 pp. (1999), ISBN 0-9646886-2-X
- The Collected Stories of Ben Hecht, Crown, 524 pp. (1945)
- Perfidy (con suplementos críticos), Julian Messner, 281 pp. (1962)
  - Perfidy Milah Press, 288 pp. (1961); Inc. (1997) ISBN 0-9646886-3-8
- Concerning a Woman of Sin, Mayflower, 222 pp. (1964)
- Gaily, Gaily, Signet (1963)
- A Child of the Century Plume, 672 pp. (1954)
- A Treasury Of Ben Hecht: Collected Stories And Other Writings (1959, antología)
- The Front Page, Samuel French Inc Plays (1998)

## Premios y distinciones
Premios Óscar
| Año  | Categoría            | Película               | Resultado |
| ---- | -------------------- | ---------------------- | --------- |
| 1928 | Mejor argumento      | La ley del hampa       | Ganador   |
| 1935 | Mejor adaptación     | Viva Villa!            | Nominado  |
| 1936 | Mejor argumento      | The Scoundrel          | Nominado  |
| 1940 | Mejor guion          | Cumbres Borrascosas    | Nominado  |
| 1941 | Mejor guion original | Ángeles sobre Broadway | Nominado  |
| 1947 | Mejor guion original | Encadenados            | Nominado  |